# Гибридный офис
Гибридный офис (англ. Hybrid office) — рабочая среда, предоставляющая сотрудникам возможность выбора места работы и оборудованная для совместной работы распределенных команд. Гибридный офис объединяет формат дистанционной работы и офисной. Физическим местом работы может быть офис, дом, коворкинг центр, кафе, аэропорт, гостиница.
Понятие «гибридный офис» возникло в результате массового и вынужденного перехода на дистанционную работу во время пандемии 2020 года. Гибридный формат работы позволяет использовать преимущества дистанционной работы одновременно нивелируя её недостатки.